# 大中央-42街車站
大中央-42街車站（英語：Grand Central–42nd Street station）是美國紐約地鐵一個主要的車站複合群，位於曼哈頓中城公園大道及42街交界，車站的一部分東達萊辛頓大道，是紐約地鐵全線第二繁忙車站，僅次於時報廣場車站複合群，由IRT萊辛頓大道線、IRT法拉盛線及42街接駁線共用，全數皆為IRT的路線。車站複合群位於大中央總站的旁邊和下方。而大中央總站服務所有位於哈德遜河以東的大都會北方鐵路路線。
車站複合群站名以「42街-大中央車站」（42nd Street–Grand Central）顯示，並設有以下列車服務：
- 4號線、6號線、7號線列車（任何時候停站）
- 5號線、42街接駁線（S線）列車（任何時候停站（深夜除外））
- <6>、<7>列車（僅繁忙時段的尖峰方向停站）

## 車站結構
| G  | 街道                                       | 出入口 升降機位於： - 大中央總站入口，介乎公園大道及萊辛頓大道的42街右邊。 - at northwest corner of East 42nd Street and Lexington Avenue. - inside One Vanderbilt at northwest corner of East 42nd Street and Vanderbilt Avenue. |
| B1 | 夾層、接駁線月台                           | 往出入口、車站詢問處、MetroCard自動售票機 |
| B1 | 4號軌道                                    | 除深夜外往時報廣場-42街（總站） |
| B1 | 島式月台，4號軌道只限右側開門              | |
| B1 | 3號軌道                                    | 除深夜外往時報廣場-42街（總站） |
| B1 | 島式月台，1號軌道左側開門，3號軌道右側開門 | |
| B1 | 1號軌道                                    | 除深夜外往時報廣場-42街（總站） |
| B2 | 北行                                       | 往佩勒姆灣公園（ 往帕克徹斯特（尖峰時段及日中時段））（51街） · 深夜時往伍德羅恩（51街） |
| B2 | 島式月台，慢車左側開門，快車右側開門       | |
| B2 | 北行快速                                   | 往伍德羅恩（59街） · 往代里大道/涅雷大道（59街） |
| B2 | 南行快速                                   | 往皇冠高地-猶提卡大道（14街-聯合廣場） · 平日往夫拉特布殊大道-布魯克林學院、週末往滾球綠地（14街-聯合廣場） |
| B2 | 島式月台，慢車左側開門，快車右側開門       | |
| B2 | 南行                                       | 往布魯克林橋-市政府（33街） · 深夜時往新地段大道（33街） |
| B4 | 南行                                       | 往34街-哈德遜調車場（第五大道） |
| B4 | 島式月台，左側開門                         | |
| B4 | 北行                                       | 往法拉盛-緬街（維農大道-傑克遜大道） |

## IRT 42街接駁線月台
大中央車站接駁線月台可追溯至原初IRT地鐵，於1904年啟用。此站是一個快車地鐵站，並在慢車和快車軌道之間設有兩個島式月台。
現時接駁線的配置設有三條軌道；舊南行快車軌道已移除。北行慢車軌道（4號軌道）與其他兩條路軌沒有連接。島式月台位於兩對軌道中間；最南端月台較寬，覆蓋過去南行快車軌道（2號軌道）的位置。兩個月台直接連接，而3號和4號軌道於止衝擋終止。南軌道（1號軌道）與IRT萊辛頓大道線南行慢車軌道匯合。這個匯入用來提供1號和3號軌道的接駁線列車（途經一個位於車站以西往3號軌道的人工轉轍器），間中亦用於特別鐵路迷活動之用。其餘三條原初軌道亦大致平行，直至萊辛頓大道線北延，將此部分路線改為接駁線。
公共服務委員會為接駁線計劃了一個新月台並與萊辛頓大道線月台相近。月台已經興建但從未使用。現時計劃的月台空間用作連接萊辛頓大道線月台的行人通道。
介乎此站與時報廣場-42街車站的的舊下城快車軌道於1975年移除。
車站複合此部分於關閉時經常被用作電影拍攝。較著名的場景包括1971年的《霹靂神探》、其中一集《危機邊緣》、其中一集《疑犯追蹤》以及一集《超級製作人》（填補洛克斐勒中心車站）。

### 無障礙通行情況
大中央車站接駁線月台實際上可以無障礙通行，因為其夾層電梯為同一層，但受時報廣場車站無法無障礙通行影響，42街接駁線亦不可無障礙通行。作為2015－2019年MTA資金計劃，42街接駁線將可無障礙通行，而接駁線會更改配置為兩條軌道，列車則改為6節長。整個計劃預計花費2.35億美元。

## IRT萊辛頓大道線月台
大中央-42街車站是IRT萊辛頓大道線的一個快車地鐵站。興建時有一個別名「對角車站」（Diagonal Station），因萊辛頓大道線月台與萊辛頓大道形成45度角。設有兩個島式月台和四條軌道，另有一個跨線橋和下通道。支柱比其他車站更大以支撐起大中央總站以及其旁邊的辦工大樓。
南行慢車軌道在此站以南匯入原初由42街接駁線下城慢車軌道。該軌道為原初四軌IRT地鐵。此軌道現時用作將列車送往和送走接駁線，以及發起鐵路迷的活動。這是唯一保留下來的軌道。
軌道在車站以南分岔，兩側分別設有兩條1870年紐約及哈萊姆鐵路梅利山隧道，現時用作公園大道的交通之用。
大中央複合亦是控制整條萊辛頓大道線的控制塔所在地，位於萊辛頓大道線月台以南。

## IRT法拉盛線月台
大中央車站（在R188型列車廣播時為「大中央-42街車站」（Grand Central–42nd Street）），位於法拉盛線，設有一個島式月台和兩條軌道。
1950年3月2日，一種新的不銹鋼可移動報攤在大中央車站的法拉盛線月台安裝，並有聯合新聞公司擁有。
大中央及法拉盛線其他車站，除皇后區廣場外都在1955－1956年月台延長至11節。
此站設有大圓型天花板，令此站與部分倫敦地鐵、巴黎地鐵以及部分東歐車站相近（亦與曼哈頓其他部分的羅斯福島、168街（IRT月台）及181街車站一樣）。車站設有往西端的無障礙通行升降機。
曾經有計劃連接法拉盛線與42街接駁線的計劃，只在大中央車站的西端。部分斜道已經建成，預備連接。由42街接駁線往法拉盛線月台的連接通道是斜道。

## 延伸閱讀
- Lee Stokey. Subway Ceramics : A History and Iconography. 1994. ISBN 978-0-9635486-1-0

## 外部連結
- nycsubway.org—IRT East Side Line: Grand Central
- nycsubway.org—IRT Flushing Line: Grand Central
- nycsubway.org—IRT Shuttle: Grand Central
- nycsubway.org – V-Beam Artwork by Christopher Sproat (2000) （页面存档备份，存于）
- nycsubway.org – Fast Track & Speed Wheels Artwork by Dan Sinclair (1990) （页面存档备份，存于）
- nycsubway.org – Arches, Towers, Pyramids Artwork by Jackie Ferrara (1997) （页面存档备份，存于）
- Station Reporter – Grand Central Complex
- Forgotten NY – Original 28–NYC's First 28 Subway Stations（页面存档备份，存于）
- The Subway Nut – Grand Central–42nd Street (4), (5), (6) （页面存档备份，存于）, (7) （页面存档备份，存于）, and (S) Pictures （页面存档备份，存于）
- MTA's Arts For Transit – Grand Central–42nd Street
- 42nd Street and Lexington Avenue entrance (NW corner) from Google Maps Street View
- 43rd Street and Lexington Avenue entrance via Hyatt hotel from Google Maps Street View （页面存档备份，存于）
- 42nd Street and Lexington Avenue entrance (NE corner) from Google Maps Street View
- 42nd Street and Third Avenue entrance from Google Maps Street View （页面存档备份，存于）
- 42nd Street and Vanderbilt Avenue entrance from Google Maps Street View （页面存档备份，存于）
- 42nd Street and Vanderbilt Avenue entrance in office building from Google Maps Street View （页面存档备份，存于）
- Ex-Bowery Savings Bank entrance from Google Maps Street View
- Entrance between Madison Avenue and Fifth Avenue from Google Maps Street View
- Park Avenue entrance from Google Maps Street View
- Entrance in Grand Central from Google Maps Street View
- Lexington Avenue Line platforms from Google Maps Street View
- Flushing Line platform from Google Maps Street View
- Mezzanine from Google Maps Street View
- 42nd Street Shuttle platforms from Google Maps Street View （页面存档备份，存于）